# Harry Michel
Harry Michel ist ein ehemaliger deutscher Sportfunktionär.
Er war 1. Vorsitzender von Tasmania Berlin. In seiner Amtszeit erreichte der Verein die Endrunde um die Deutsche Fußballmeisterschaft und wurde 1964 erster Meister der Regionalliga Berlin. 1965/66 spielte der Verein in der Bundesliga.
Nach dem Abstieg aus der Bundesliga geriet der Verein in eine finanzielle Schieflage. Schulden in Höhe von 800.000 DM wurden angehäuft, sodass Michel 1973 den Spielbetrieb einstellen ließ und die Auflösung des Vereins einleitete.